# Grooveline
グルーヴライン (grooveline) はアメリカ、ボストンにて結成された日本のインストゥルメンタルバンド。ジャズ、ファンクを基本としたものからリズム・アンド・ブルース、ヒップホップ・ミュージック、ロックまでそのスタイルは幅広い。リーダーは内田壮志。所属レコード会社はビクターエンタテインメント。出版契約はホットワイヤージャパン。

## 概要・来歴
1999年にバークリー音楽院に留学していた仲間同志で、現地ボストンで組まれた強力無比なファンク・ジャズ・バンド。
ボストンでクラブ・サーキットを回り、人気を博した後、帰国。その圧倒的な演奏力とパフォーマンスが話題となり、ファンク、ジャズ、ロックなどあらゆる音楽を吸収したオリジナル・サウンドは「次世代を間違いなく担うインストルメンタル・バンド」として注目を浴びる。
2002年帰国。活動拠点を東京に移す。2004年にビクターエンタテインメントよりメジャー・デビュー。
2010年9月、活動休止を発表。
■本間将人(sax)
'78生まれ、東京都出身
凄まじいの一言に尽きる。世代を代表するサックス奏者と言えよう。音楽家族に育ち、幼少時からいろんな楽器に接する。12才からサックスを始め、洗足学園短大ジャズコース卒業後、バークリー音楽院に留学。その歌心とキレのあるプレイが注目を集め、様々なトップミュージシャンと共演。その頃groovelineに引きずり込まれる。いくら食べても太らない上、大の車好きである。
■ハタヤテツヤ(keys)
'75生まれ、京都府出身
冷静を装いつつ、必要とあらばヘッドバンギングも辞さない最高の新メンバー。4才よりピアノを始め、大阪音楽大学を経てジャズピアニストとしての活動を開始。自己のピアノトリオからEGO-WRAPPIN'のツアー・レコーディング参加など、多方面で活動する。groovelineには2004年4月よりサポートとして参加、その後引きずり込まれる。ラーメンとアメ車をこよなく愛する。
■岡山"wasabi"彰(gu)
'76生まれ、島根県出身
遠慮とは無縁の日本男児。西洋六弦を通じて伝わるその気迫は鳥肌ものである。某甲子園常連校を“ライパチ”で卒業後、福岡の一般大学に進学。目標が見つからずもがく中、エレキギターと運命の出会い。スタートの遅さをものともせず、soshiとgroovelineを結成。バークリー音楽院では高すぎる学費を未納、1学期でKick outされるも、持ち前の精神力でボストン音楽シーンに喰らい付く。サミュエルアダムスを愛飲、好きなチームはもちろんRed Sox。
■soshi(ba)
'78生まれ、福岡県出身
本名内田壮志。彼のようなベーシストは他にいない。強烈な存在感を放つその無茶な演奏はときに奇跡的だ。家が柔道場だったため5才から柔道を始め、高校卒業まで柔道中心の生活を送る。14才のときに母からギターを学び、これが後に音楽の道を選ぶきっかけとなる。バークリー音楽院入学後、福岡からの盟友、岡山"wasabi"彰とボストンにてバンド活動を再開。今日のgroovelineの母体をつくる。root beerを好む。
■亀井孝太郎(dr)
'77生まれ、京都府出身

通称k-may。たまらなく「ズシッ」「バシッ」と来る一音入魂ドラマー。ポーカーフェイスを決め込むが心底楽しんでいる。幼少時にピアノを習い始め、高校から専門的にドラムを叩き始める。一般大学を経てバークリー音楽院へ。groovelineに引きずり込まれる。ファンク、ジャズなど全方位を愛好し、音楽的かつ熱いプレイでバンドを支える。健康面に細心の注意を払うため、soshiの勧めるjunk foodはあまり口にしない。

## 作品
- street vibes （2004年、ビクターエンタテインメント）
- one minute （2004年、ビクターエンタテインメント）
- THE MISSING KEY （2005年、ビクターエンタテインメント）
- three songs and a remix （2002年、grooveline music）
- three songs and a remix II（2016年、grooveline music）